# Landschaftsschutzgebiet Talraum der Gebke zwischen Wennemen und Stockhausen
Das Landschaftsschutzgebiet Talraum der Gebke zwischen Wennemen und Stockhausen mit 9,3 ha lag im Stadtgebiet von Meschede und im Hochsauerlandkreis. Das Gebiet wurde 1994 mit dem Landschaftsplan Meschede durch den Kreistag des Hochsauerlandkreises als Landschaftsschutzgebiet (LSG) ausgewiesen. Es war bis 2020 eines von 102 Landschaftsschutzgebieten in der Stadt Meschede. In der Stadt gab es ein Landschaftsschutzgebiet vom Typ A, 51 Landschaftsschutzgebiete vom Typ B und 50 Landschaftsschutzgebiete vom Typ C. Das Landschaftsschutzgebiet Talraum der Gebke zwischen Wennemen und Stockhausen wurde als Landschaftsplangebiet vom Typ C, Wiesentäler, ausgewiesen und gehörte zum Naturpark Sauerland-Rothaargebirge. Seit 2020 gehört der östliche Teil der Fläche zum Landschaftsschutzgebiet Meschede, während der westliche Bereich seit 2020 ohne jede Schutzausweisung ist.

## Beschreibung
Das LSG lag zwischen Wennemen und Stockhausen. Im LSG befanden sich der Bach Gebke mit Grünland in der Flussaue. Das LSG wurde durch die L 914 geteilt.

## Schutzvorschriften
Wie in den anderen Landschaftsschutzgebieten vom Typ C im Landschaftsplangebiet Meschede besteht in diesem LSG ein Umwandlungsverbot von Grünland und Grünlandbrachen in Acker oder andere Nutzungsformen. Eine Erstaufforstung und eine Anlage von Weihnachtsbaumkulturen ist verboten. Eine maximal zweijährige Ackernutzung innerhalb von zwölf Jahren ist erlaubt, falls damit die Erneuerung der Grasnarbe vorbereitet wird. Dies gilt als erweiterter Pflegeumbruch. Beim erweiterten Pflegeumbruch muss ein Mindestabstand von fünf Metern vom Mittelwasserbett eingehalten werden.

## Schutzzweck
Die Ausweisung erfolgte zur Ergänzung der Naturschutzgebiets-Ausweisung von Meschede um ein Offenlandbiotop-Verbundsystem zu schaffen, damit Tiere und Pflanzen Wanderungs- und Ausbreitungsmöglichkeiten behalten, und dem Erhalt der Vorkommen geschützter Vogelarten sowie dem Schutz artenreicher Pflanzengesellschaften.